# Nødløgnen
Nødløgnen er en amerikansk stumfilm fra 1917 af John S. Robertson og Hugo Ballin.

## Medvirkende
- Madge Kennedy som Zoie.
- Kathryn Adams som Aggie.
- John Cumberland som Jimmie.
- Frank Morgan som Alfred.
- Sonia Marcelle.